# U.S. Route 36
Pour les articles homonymes, voir Route 36.
La U.S. Route 36 (US 36) est une US Route ouest–est parcourant environ 1 414 miles (2 276 km) depuis le Parc national de Rocky Mountain, Colorado jusqu'à Uhrichsville, Ohio. Le terminus ouest de la route est à Deer Ridge Junction, une intersection dans le Parc national de Rocky Mountain au Colorado, où elle rencontre la US 34. Son terminus est est à la jonction avec la US 250 à Uhrichsville, Ohio.

## Description du tracé
|       | mi       | km       |
| ----- | -------- | -------- |
| CO    | 232,41   | 374,02   |
| KS    | 390,00   | 630,00   |
| MO    | 192,66   | 310,06   |
| IL    | 216,47   | 348,37   |
| IN    | 173,96   | 278,00   |
| OH    | 208,50   | 335,55   |
| Total | 1 414,00 | 2 276,00 |

### Colorado

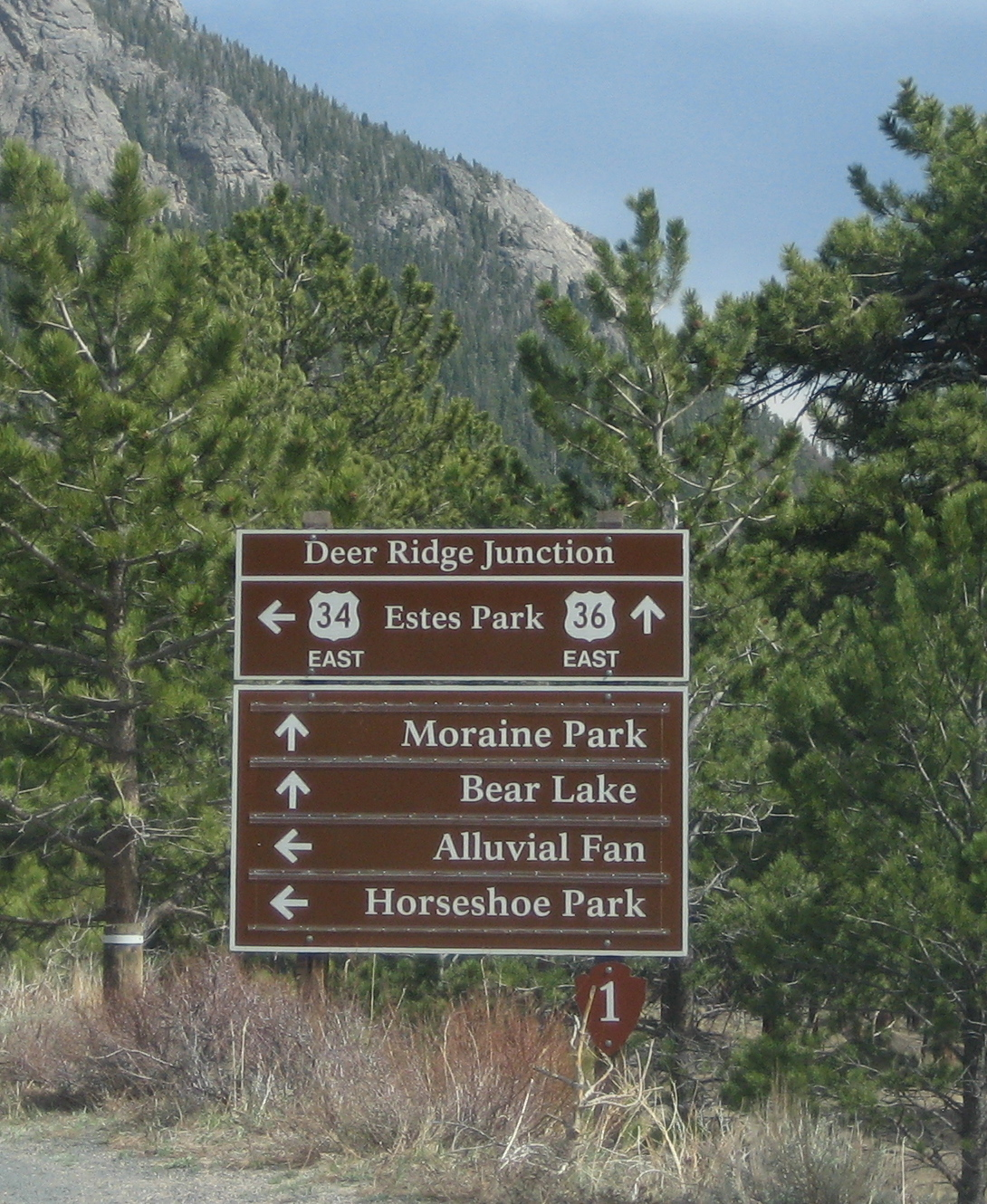
Panneau sur la US 34 à l'approche du terminus ouest de la US 36 à Deer Ridge Junction dans le Parc national de Rocky Mountain.

La US 36 débute à la jonction avec la US 34 à Deer Ridge Junction dans le Parc national de Rocky Mountain au Colorado, à l'ouest d'Estes Park. Elle passe alors par Boulder et Denver vers le Kansas. Entre Boulder et Denver, la route emprunte la Denver-Boulder Turnpike. Elle sert d'artère principale dans le corridor urbain de Front Range. Entre Denver et Byers, la US 36 forme un multiplex non-indiqué avec l'I-270 et l'I-70, alors que certains segments de la route originale sont maintenant intégrés au tracé de la Colorado State Highway 36. Après avoir quitté l'I-70 à Byers, la US 36 est une route rurale à deux voies peu fréquentée jusqu'à la frontière avec le Kansas.

### Kansas
La US 36 passe par tous les 13 comtés du Kansas qui bordent le Nebraska. La route entre au Kansas depuis le Colorado dans le comté de Cheyenne et quitte l'état en traversant la rivière Missouri pour entrer dans l'état du même nom.
À l'exception de certains segments dans des villes et de voies de dépassement, la US 36 au Kansas est majoritairement une route rurale de deux voies. Cependant, certaines intersections sont formées d'échangeurs basiques. La route devient une autoroute à l'est de Wathena jusqu'à la frontière avec le Missouri.
Le segment de la US 36 entre Washington, Kansas et Saint Joseph, Missouri est officiellement nommée la Pony Express Highway car elle forme le point de départ du Pony Express. Elle traverse la rivière Missouri sur le Pony Express Bridge.

### Missouri
La US 36 dans le Missouri est une voie rapide à quatre voies avec certaines sections autoroutières à Saint Joseph, Cameron, Chillicothe, Brookfield, Macon, Monroe City et Hannibal. Entre l'I-35 à Cameron et la frontière avec l'Illinois, elle fait partie de la route principale entre Kansas City et Chicago.

### Illinois
En Illinois, la US 36 forme un multiplex avec presque toute l'I-72. Elle entre dans l'état après avoir traversé le fleuve Mississippi et se dirige vers l'est en croisant l'I-55 à Springfield. Lorsqu'elle atteint la US 51 à Decatur, la US 36 quitte l'I-72 et traverse Decatur. La US 36 continue alors vers l'est en passant par Tuscola et quelques petites communautés jusqu'à la frontière avec l'Indiana.

### Indiana
La US 36 entre en Indiana près de Dana. Elle passe ensuite par Montezuma, Rockville, Bainbridge, Danville et Avon avant d'atteindre Indianapolis. La US 36 rejoint alors l'I-465, contournant le sud de la ville. À l'est d'Indianapolis, elle quitte l'I-465 sur Pendleton Pike et se dirige vers le nord-est. Elle traverse Lawrence, McCordsville et Fortville pour atteindre Pendleton, où la route bifurque vers l'est. La US 36 forme alors une ligne droite vers l'est en passant par Sulphur Springs, Losantville, Modoc et Lynn avant d'entrer en Ohio.

### Ohio
La US 36 entre en Ohio près de Palestine, après quoi elle passe par Greenville, Piqua, Urbana, Marysville, Delaware, Sunbury, Mount Vernon, Coshocton et Uhrichsville, où elle prend fin à la jonction avec la US 250. Dans son parcours en Ohio, la US 36 est majoritairement une route rurale.

## Intersections majeures
Colorado
 US 34 à Deer Ridge Junction
 US 34 à Estes Park
 US 287 à Westminster
 I-25 / I-270 / US 87 aux limites entre Sherrelwood, Twin Lakes et Welby. L'I-270 / US 36 forment un multiplex jusqu'à Denver.
 I-76 à Welby
 US 6 / US 85 à Commerce City
 I-70 à Denver. Les routes forment un multiplex jusqu'à Byers.
 I-225 aux limites entre Denver et Aurora
 US 40 / US 287 à Aurora. Les routes forment un multiplex jusqu'à Byers.
 US 385 à l'est d'Idalia. Les routes forment un multiplex jusqu'au nord-est d'Idalia.
Kansas
 US 83 à Oberlin
 US 283 à Norton
 US 183 à Phillipsburg. Les routes forment un multiplex dans la ville.
 US 281 à Smith Center. Les routes forment un multiplex jusqu'au sud de Lebanon.
 US 81 à Belleville
 US 77 à Marysville. Les routes forment un multiplex dans la ville.
 US 75 à l'ouest de Fairview
 US 73 / US 159 à Hiawatha
Missouri
 I-229 / US 59 à Saint Joseph
 US 169 à Saint Joseph
 I-29 / US 71 à Saint Joseph
 US 69 à Cameron
 I-35 à Cameron
 US 65 à Chillicothe
 US 63 à Macon
 US 24 à Monroe City. Les routes forment un multiplex jusqu'à Miller Township.
 I-72 / US 61 à Hannibal. L'I-72 / US 36 forment un multiplex jusqu'à Harristown, Illinois.
Illinois
 I-172 à Levee Township
 US 54 à Griggsville Township
 US 67 au sud-ouest de Jacksonville
 I-55 à Springfield. Les routes forment un multiplex dans la ville.
 US 51 à Harristown
 US 45 à Tuscola Township
 I-57 à Tuscola
 US 150 aux limites entre les townships d'Edgar et de Ross
Indiana
 US 41 à Rockville
 US 231 à Monroe Township
 I-74 / I-465 à Indianapolis. Les routes forment un multiplex dans la ville.
 US 40 à Indianapolis. Les routes forment un multiplex dans la ville.
 I-70 à Indianapolis
 I-69 à Indianapolis. Les routes forment un multiplex dans la ville.
 US 31 à Indianapolis. Les routes forment un multiplex dans la ville.
 I-65 à Indianapolis
 US 421 à Indianapolis. Les routes forment un multiplex dans la ville.
 US 52 à Indianapolis. Les routes forment un multiplex dans la ville.
 I-70 à Indianapolis
 US 35 à Union Township
 US 27 à Lynn
Ohio
 US 127 à Neave Township. Les routes forment un multiplex jusqu'à Greenville.
 I-75 à Piqua
 US 68 à Urbana
 US 33 à Paris Township. Les routes forment un multiplex jusqu'à Marysville.
 US 23 / US 42 à Delaware
 I-71 à Berkshire Township
 US 62 à Union Township
 I-77 à Salem Township
 US 250 à Uhrichsville

## Routes auxiliaires
- US 136, route ouest-est reliant Edison, Nebraska à Speedway, Indiana en passant par le Missouri, l'Iowa et l'Illinois.